# 숀 토브
숀 투브(Shaun Toub, 영어 발음: /ˈtuːb/, 1958년 2월 15일 ~ )는 이란계 미국인 배우이다. 

## 출연 작품

### 영화
- 파이널 디씨전 (1996)
- 크래쉬 (2004)
- 연을 쫓는 아이 (2007)
- 아이언맨 (2008)
- 아이언맨 3 (2013)
- 워 독 (2016) - 말보로 역
- 고스트 오브 워 (2020) - 헬위그 역

### 텔레비전
- 홈랜드 (2013, 2017)